# Krzyż Armatni
Krzyż Armatni (niem. Kanonenkreuz) lub Krzyż Armii (Armeekreuz) – odznaczenie wojskowe Cesarstwa Austrii za zasługi podczas wojen napoleońskich w latach 1813–1814, ustanowione 19 października 1814 przez cesarza Franciszka I.
Odznakę odznaczenia stanowi krzyż kawalerski z poczernionego brązu o wym. 27 × 27 mm, pomiędzy którego ramionami umieszczono wieniec dębowy (symbol męstwa wojskowego). Na awersie umieszczono napis „GRATI PRINCEPS ET PATRIA FRANC · IMP · AUG” (cesarz Franciszek w dowód wdzięczności księcia i ojczyzny). Na rewersie napis „EUROPAE LIBERTATE ASSERTA MDCCCXIII/MDCCCXIV” (niosącym wolność Europie 1813–1814). Brąz, z którego wykonano krzyże, pochodził z przetopienia zdobytych na Francuzach armat – stąd nazwa odznaczenia. Wstążka krzyża miała 38 mm szerokości, była żółta z szerokimi, czarnymi krawędziami o szer. 13 mm każdy.
Wyjątkową, pozłacaną wersję krzyża otrzymał marszałek Karl Philipp Schwarzenberg.
Ogółem nadano około 90-100 tys. krzyży. Jego cywilnym odpowiednikiem był ustanowiony rok później Krzyż Honorowy Cywilny. Jego kształt posłużył za wzór przy tworzeniu Krzyża Wojskowego Karola w 1916.